# Néné Gbamblé
Bi Néné Junior Gbamblé (* 9. Mai 2002) ist ein ivorischer Fußballspieler.

## Karriere
Gbamblé wechselte in der Winterpause 2020/21 in die Ukraine zum Drittligisten Rubin Kiew. Bis Saisonende kam er zu zehn Einsätzen in der Druha Liha. Zur Saison 2021/22 schloss er sich dem Zweitligisten Olimpik Donezk an. Für Olimpik spielte er bis zur Winterpause 17 Mal in der Perscha Liha. Im Februar 2022 wechselte Gbamblé nach Slowenien zum Erstligisten NK Celje. Bis zum Ende der Spielzeit spielte er sechsmal in der 1. SNL und erzielte dabei ein Tor.
Nach weiteren 15 Einsätzen bis zur Winterpause 2022/23, in denen er zweimal traf, wechselte der Angreifer im Januar 2023 nach Russland zu Achmat Grosny. Für Achmat kam er insgesamt zu elf Einsätzen in der Premjer-Liga. Zur Saison 2024/25 wechselte er zum Zweitligisten Torpedo Moskau. Ohne Einsatz wurde er im August 2024 an den Ligakonkurrenten Schinnik Jaroslawl verliehen.